# Duquesne (Pennsylvania)
Duquesne è una città degli Stati Uniti d'America, nella contea di Allegheny nello Stato della Pennsylvania. Secondo il censimento del 2000 la popolazione è di 7.332 abitanti.

## Società

### Evoluzione demografica
La composizione etnica vede una prevalenza lieve della razza bianca (48,92%) rispetto a quella afroamericana (47,75%).
| città di Duquesne Popolazione |       |
| 2000                          | 7.332 |
| Stima al 01-07-07             | 6.724 |